# Некрасов, Алексей Михайлович
Алексей Михайлович Некрасов (1933—1968) — советский работник нефтяной промышленности, буровой мастер конторы разведочного бурения № 8 треста «Пермвостокнефтеразведка» объединения «Пермнефть» (Пермская область), Герой Социалистического Труда (1966).

## Биография
Родился в 1933 году в деревне Комариха Чусовского района Пермской области.
C шестнадцати лет начал работать в нефтедобывающей промышленности — сначала буровым рабочим, помощником бурильщика, затем — бурильщиком Лобановской нефтеразведки (1949—1952). Бурильщик Куединской нефтеразведки в 1952—1953 годах. После трёх лет службы в Советской армии вернулся домой и продолжил работать бурильщиком — Верхнечусовской геологоразведочной партии в 1956—1957 годах, Долгановской нефтеразведки в 1957—1958 годах, Лобановской нефтеразведки в 1959—1960 годах.
С 1960 года был буровым мастером, работал в Осинской конторе разведочного бурения № 8 треста «Пермвостокнефтеразведка» объединения «Пермнефть». Овладевал новой техникой и передовыми методами труда, был инициатором освоения в Прикамье скоростных методов бурения, перенимя передовой опыт у коллег из Татарии, Башкирии, Куйбышевской (ныне Самарской) области.
В мае 1964 года бригада Некрасова приступила к бурению скважины на форсированном режиме, в три раза сократив плановые сроки проходки. Средняя скорость бурения составила 3420 метров на станок в месяц, или 41 000 метров в год, что явилось рекордом для буровых бригад «Пермнефти». Наряду с производственной, Алексей Некрасов занимался общественной деятельностью — был депутатом областного Совета народных депутатов, членом областного комитета профсоюза.
А. М. Некрасов трагически погиб в 1968 году.

## Награды
- Указом Президиума Верховного Совета СССР от 23 мая 1966 года Некрасову Алексею Михайловичу было присвоено звание Героя Социалистического Труда с вручением ордена Ленина и золотой медали «Серп и Молот»[2].
- Также был награжден медалью «За трудовую доблесть» (1963).